# Christmas Tree
『Christmas Tree』（クリスマス・ツリー）は、松田聖子のクリスマス企画アルバム。1991年11月21日発売。発売元はSony Records。

## 解説
クリスマスソングを集めた、コンピレーション・アルバム。
1982年発売、LP2枚組の企画ベスト『金色のリボン』のクリスマスソング盤に収録された全5曲がすべて収録された。
当時『金色のリボン』は未CD化であったが、当作品でCD化される以前『Seiko・Avenue』（1984年11月21日）にて既に5曲ともCD化されていた。
1曲目はアルバート・ハモンド「Under The Christmas Tree」のカバーで初収録の新曲。日本語詞は松本隆で、松田作品への詞提供は、1988年『Citron』と1999年『永遠の少女』の間では唯一である。9曲目も同じく初収録で、こちらはワム!のカバー。
「恋人がサンタクロース」は松任谷由実のカバー（1980年12月1日『SURF&SNOW』収録）。
発売から10日後に、オールタイム・ベスト・アルバムとなる『Bible』がリリースされた。ふたつの作品に収録曲の重複はない。
2006年7月19日に発売された、74枚組CD-BOX『Seiko Matsuda』に、デジタルリマスター仕様、かつLPサイズジャケットにリニューアルされ同梱された。リマスター盤の個別販売はない。

## 収録曲
全編曲：大村雅朗（特記以外）
1. Christmas Tree　（3:44）
  - 作詞・作曲：A.Hammond・J.Bettis　日本語詞：松本隆　編曲：丸山恵市
2. クリスマスソング・メドレー　（5:35）
  - 赤鼻のトナカイ
訳詞：新田宣夫　作曲：J.Marks
  - サンタ・クロースがやってくる
訳詞：新田宣夫　作曲：G.Autry・O.Haldeman
  - ジングルベル
訳詞：音羽たかし　作曲：J.Pierpont
  - White Christmas
作詞・作曲：Irving Berlin
3. 恋人がサンタクロース　（4:29）
  - 作詞・作曲：松任谷由実
4. Blue Christmas　（4:08）
  - 作詞：松本隆　作曲：財津和夫
5. ジングルベルも聞こえない　（3:42）
  - 作詞：松本隆　作曲：大村雅朗
6. 星のファンタジー　（3:54）
  - 作詞：松本隆　作曲：大村雅朗
7. Pearl-White Eve　（5:07）
  - 作詞：松本隆　作曲：大江千里　編曲：井上鑑
8. 二人だけのChristmas　（4:52）
  - 作詞：Seiko Matsuda　作曲：小森田実
9. Last Christmas　（4:47）
  - 作詞・作曲：G.Michael　編曲：丸山恵市

## 関連作品
- 金色のリボン - 初のクリスマス・アルバム。2016年に単独発売された。
- Seiko・Avenue - クリスマスソングと、映画で使用された楽曲を集めた企画盤。
- Snow Garden - 松本隆がプロデュースした、冬を思わせる企画盤。
- Winter Tales - 松田が直接関わっていないコンピレーション。夏編もある。